# Cal Ferrer de Claret
Cal Ferrer és una casa del nucli de Claret, al municipi de Torà (Solsonès), inclosa a l'Inventari del Patrimoni Arquitectònic de Catalunya.

## Descripció
Es tracta d'una casa rural situada a l'extrem esquerre de la plaça del nucli urbà de Claret. Té planta baixa, primer pis i golfes. La construcció és feta de pedra i arrebossat. Les obertures són ordenades.

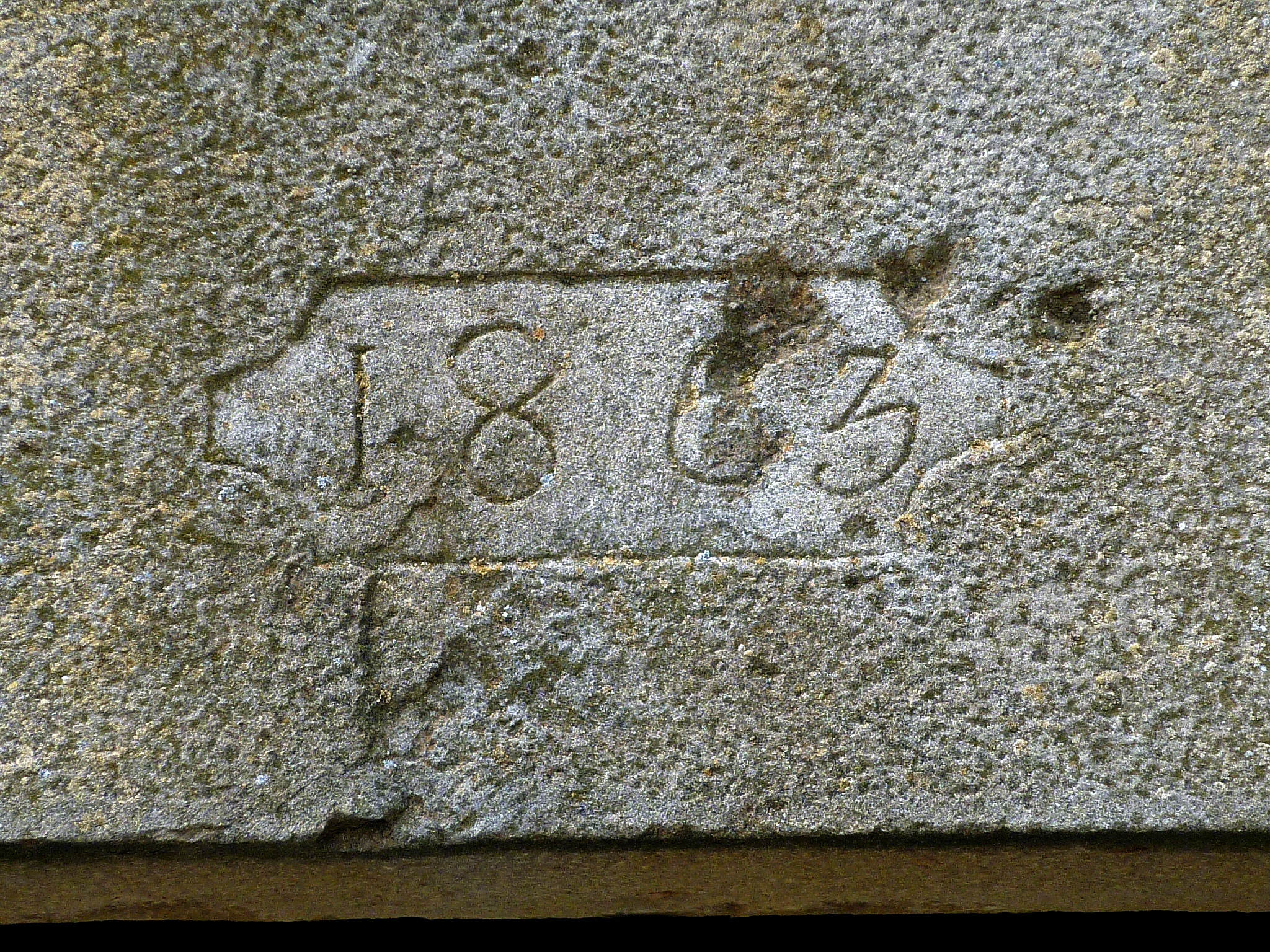
Llinda de la porta

A la façana est, la porta d'entrada té els brancals i la llinda de pedra amb la data de 1863. Al primer pis es troba un balcó en arc rebaixat i de maons, a cada banda té una finestra, la de l'esquerra és una obertura de pedra amb ampit. A les golfes hi ha una petita obertura. A la façana sud, hi ha una finestra a la darrera planta. A la façana nord hi té un edifici adjunt que amplia la casa. A l'oest, té un gran pati annexat, amb el mateix estil constructiu. Al seu interior hi ha un cobert construït en totxanes senzilles. La coberta és de dos vessants (est-oest), acabada amb teules.
A l'edifici adjunt a la façana est, hi ha una entrada amb llinda de pedra, una finestra a la planta següent i una a les golfes.